# Исидзука, Ацуко
Ацуко Исидзука (яп. いしづか あつこ Исидзука Ацуко, род. 3 сентября 1981, Окадзаки, Айти, Япония) — японский аниматор и режиссёр. Начала свою карьеру, присоединившись к студии Madhouse в 2004 году.

## Биография
Путь Исидзуки к тому, чтобы стать аниматором, был довольно необычным по отраслевым стандартам в Японии. В отличие от многих своих сверстников, она не росла, смотря аниме по телевизору, а заинтересовалась музыкой и графикой. Окончив среднюю школу, Ацуко решила сосредоточиться на анимации и поступила в Университет искусств префектуры Айти. Там ей предложили сделать художественный проект и анимационное видео: это позволило бы ей объединить две сферы её интересов. Таким образом, она вошла в мир анимации, не пытаясь сделать карьеру, а сделать искусство ради искусства.
Во время обучения в художественной школе Ацуко сняла несколько коротких анимационных фильмов для собственного удовольствия, часто настроенных на музыку. Одна из таких её работ, Gravitation, позже показанная на Тегеранском международном фестивале короткометражных фильмов в 2005 году, привлекла внимание японской вещательной организации NHK и студии Madhouse. NHK после этого связалась с Ацуко, предложив ей снять музыкальный видеоклип для популярной короткометражной программы Minna no Uta, созданной для продвижения будущих независимых аниматоров и музыкантов. Однако к этому времени Исидзука уже была нанята студией Madhouse, и, чувствуя, что было бы неправильно принимать внештатные работы за её пределами, отказалась. Но сотрудники Minna no Uta не желали сдаваться: они попросили, чтобы Madhouse взялся за проект музыкального видео с Исидзукой в качестве режиссёра. Студия согласилась, и в 2004 году Ацуко поднялась в карьере за свой первый профессиональный проект Tsuki no Walzt.

## Фильмография

### Аниме
- Aoi Bungaku
- Chihayafuru
- Sakurasou no Pet na Kanojo
- No Game No Life
- Hanayamata
- Prince of Stride
- A Place Further than the Universe

### OVA
- Supernatural

### Фильмы
- Piano no Mori
- No Game No Life: Zero

### Видеоигры
- Shin Megami Tensei: Persona 4
- Shin Megami Tensei Persona 4: Ultimate in Mayonaka Arena

### Музыкальные клипы
- Tsuki no Walzt
- Sen no Hana, Sen no Sora
- LUCY